# The Wrestler (Bruce Springsteen)
The Wrestler is een nummer van de Amerikaanse muzikant Bruce Springsteen uit 2009. Het is de tweede single van zijn zestiende studioalbum Working on a Dream. Tevens verscheen het nummer op de soundtrack van de gelijknamige film.
De oorsprong van het nummer is gebaseerd op een verloren en hervatte vriendschap tussen Springsteen en Wrestler-hoofdrolspeler Mickey Rourke; Rourke vertelde Springsteen over zijn aanstaande film en vroeg of Springsteen er een nummer voor wilde schrijven. Springsteen deed dat en speelde het voor Rourke en regisseur Darren Aronofsky, vlak voor een concert. Omdat Rourke en Aronofsky enthousiast reageerden op het nummer, mochten ze het gratis gebruiken. Het nummer werd genomineerd voor een MTV Movie Award, maar verloor van The Climb van Miley Cyrus.
"The Wrestler" werd een klein hitje in Scandinavië, Ierland, Canada en Nederland. In Nederland haalde het nummer de 17e positie in de Tipparade.
E Street Band: Bruce Springsteen · Roy Bittan · Nils Lofgren · Patti Scialfa · Garry Tallent · Steven Van Zandt · Max Weinberg
Jake Clemons · Charles Giordano · Soozie Tyrell
Voormalige leden: Ernest Carter · Clarence Clemons · Danny Federici · Vini Lopez · David Sancious
Voormalige tourmuzikanten:
Everett Bradley · Barry Danielian · Clark Gayton · Curtis King · Suki Lahav · Ed Manion · The Miami Horns · Cindy Mizelle · Michelle Moore · Tom Morello · Curt Ramm · Jay Weinberg